# 新華字典
新華字典（しんかじてん）は、商務印書館が出版している中国で最も影響力のある現代中国語字典。ポケット版の小さな字典であるが、発行部数は2003年までに4億部を超え、2014年には5億部超えを記念して線装本が出版された。2020年時点で6億部を超えている。
中華人民共和国で最初に作られた字典であり、初版は1953年に出版された。2011年に第11版、2020年に第12版が出版された。

## 内容
『新華字典』は現代中国語で使用する漢字をピンインの順に並べて説明を加えたものであり、熟語も説明文も現代中国語の標準語である普通話を基本にしている（方言字や古文の字・日本などの国字も一部は収めている）。中華人民共和国の国家規格と合致するように作られており、その字形や発音などについて規範性がきわめて強い。
『新華字典』は日本のB7とほぼ同じサイズで、文庫本より小さい。親字は簡体字で、繁体字や異体字は括弧に入れて親字の後ろに記している。1字に複数の音がある場合はそれぞれの音で重出させている。各字の説明はごく簡潔だが、その字を使った簡単な熟語や例文が加えられることが多い。熟語は重要な語に限って説明されている。
2011年の第11版では親字約13000（繁体字・異体字を含む）、説明のある熟語約3300を収録している。部首索引、数多くの附録が附属する（かつては部首索引でなく四角号碼索引のものもあったが、現在は大字本にのみ四角号碼索引が附属する）。
2020年の第12版では一部の漢字の説明に新しい意味を加え、「房奴（高い住宅ローンを返済するために奴隷のように働く人）」や「学歴門（学歴詐称事件）」などのネット流行語や「初心」「点賛（ネット上の「いいね！」、賛同や肯定を表す）」「二維碼（QRコード）」といった100以上の新語が収録された。 また、本文の各ページにはQRコードが付され、専用のアプリで読み取るとそのページのすべての字の部首・画数・構造などの情報が表示される。
日本語版が存在する（宮田一郎編訳『新華字典』光生館）。

## 歴史
中華人民共和国成立後、1950年に葉紹鈞の指示により、当時北京大学の中文系主任だった魏建功が字典を編集することになった。魏建功は新しく作られた新華辞書社の社長となり、字典の編纂を開始した。同年人民教育出版社が設立されて葉紹鈞が社長に就任し、新華辞書社はその一部門になった。
魏建功は1946年に小中学生用の小字典を編纂した経験があり（未完成）、『新華字典』はこの小字典を元にしている所がある。
1953年に人民教育出版社から初版が出版された。この当時はピンインはまだ存在せず、文字は注音符号の順に並べられていた。当時はまだ普通話が普及しておらず、発音順では不便を感ずる人が多かったため、翌年には部首順に並べた版が出版された。1956年に新華辞書社は中国科学院語言研究所の一部門になった。
初版の出版後、中国では異体字整理・簡体字の制定・ピンインの制定など、矢継ぎ早に文字関係の重要な変更が行われた。簡体字を採用した『新華字典』は、1957年に商務印書館から出版された。現在の『新華字典』に記されている版数は、この商務印書館版を第1版として数えたものである。
文化大革命当初は『新華字典』も廃止されたが、1970年代にはいると周恩来の指示で再び出版されることになり、1971年に出版された。これを「1971年修訂重排本」と呼ぶ。この版は扉の前に赤字で毛沢東語録の引用が加えられ、農薬や化学肥料の一覧が附録としてつけられた。字釈や例文も文化大革命を色濃く反映していた。文革終了後の1979年の版では文革色を減少させている。
その後も『新華字典』は国家規格や社会情勢の変化を反映して改訂されつづけている。1992年の版では現代漢語通用字表を反映した。2000年には英語を加えた『漢英双解新華字典』が出版された。2004年の第10版以降は通常版に加えて二色刷りの双色本、B6サイズの大字本が発行されている。2020年の第12版では各ページにQRコードを加え、オンラインで文字の読みの音声や筆順などの付加的情報を得ることができるようになっている。
海賊版を防ぐため、1998年版以降は扉ページに商務印書館のロゴを透かしとして入れるなどの工夫をしている。